# Lijst van coaches van het Nederlands vrouwenbasketbalteam
Dit is een lijst van coaches van het Nederlands vrouwen basketbalteam.

## Bondscoaches
| Van  | Tot   | Naam                        | Aantal wedstrijden | Bijzonderheden               | Bron  |
| ---- | ----- | --------------------------- | ------------------ | ---------------------------- | ----- |
| 2017 | heden | Hakim Salem                 | -                  | Brons EK 2017 Zilver EK 2018 | [ 1 ] |
| 2015 | 2016  | Remy de Wit                 | -                  |                              | [ 2 ] |
| ?    | 2015  | Meindert van Veen           | 272                |                              | [ 3 ] |
| 1993 | ?     | René van der Wielen         |                    |                              | [ 4 ] |
| 1986 | 1993  | Meindert van Veen           | 272                |                              |       |
| ?    | 1986  | Rob de Vries                |                    |                              | [ 5 ] |
| 1972 | ?     | Jan Burgert, Dick de Liefde |                    |                              | [ 6 ] |